# San Martín Texmelucan de Labastida

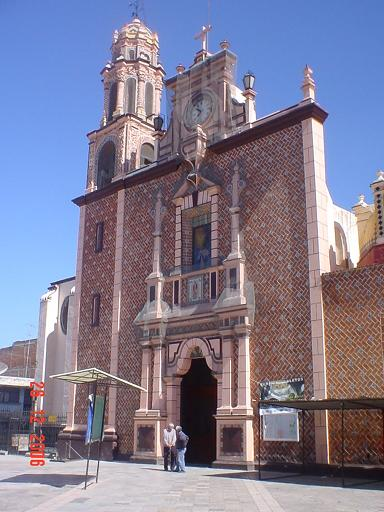
Kyrka i stadens centrum

San Martín Texmelucan de Labastida (eller San Martín Texmelucan, kort och gott) är en stad i centrala Mexiko och är belägen i delstaten Puebla.

## Stad och storstadsområde
Staden har 74 631 invånare (2007), med totalt 134 393 invånare (2007) i hela kommunen på en yta av 84 km².
Storstadsområdet, Zona Metropolitana de San Martín Texmelucan, har totalt 158 979 invånare (2007) på en yta av 195 km². Området består av de båda kommunerna San Martín Texmelucan och San Salvador El Verde.